# Bombus remotus
Bombus remotus (saknar svenskt namn) är en insekt i överfamiljen bin (Apoidea) och släktet humlor (Bombus) som lever i Centralasien.

## Beskrivning
Bombus remotus är en liten art med medellång tunga: Drottningen är mellan 14 och 17 mm, arbetarna 9 till 14 mm, och hanarna 10 till 12 mm. Vingarna är bruna. Utseendet i övrigt varierar, både med avseende på kön och storlek. De större honorna har gul mellankropp med iblandade svarta hår, speciellt i ett band mellan vingbaserna. De två främsta tergiterna är gula, den följande svart, vanligtvis med en gul bakkant, den fjärde svart med en orange bakkant. och resten av bakkroppen orange. Mindre arbetare har grå mellankropp med iblandade gula och svarta hår; de minsta arbetarna är mer eller mindre jämnt grå till grågula på större delen av kroppen. Hanarna påminner om de mindre arbetarna med gråmelerad mellankropp, de två främsta tergiterna gula och resten orange.

## Ekologi
Arten är vanlig i bergen på höjder mellan 1 200 och 4 000 m. Den besöker framför allt blommor från familjerna korgblommiga växter som fjällskäror, väddväxter som kardväddsarter, kransblommiga växter som hjärtstillor, salvior och lejonsvansar, fackelblomsväxter samt flenörtsväxter som spiror. Flygtiden varar mellan början av juni och slutet av september.

## Utbredning
Bombus remotus finns i östra utkanterna av den tibetanska högplatån och i centrala Kina (provinserna Sichuan, Yunnan, Gansu, Hubei, Shanxi samt Shaanxi).